# La dama del collar
La dama del collar es una película argentina del género de comedia filmada en blanco y negro dirigida por Luis Mottura según el guion de Ariel Cortazzo y María Luz Regás, sobre el cuento El collar, de Guy de Maupassant que se estrenó el 8 de julio de 1948 y que tuvo como protagonistas a Guillermo Battaglia, Amelia Bence, Rodolfo Crespi, Ricardo Duggan, Agustín Irusta, Mario Lozano y Amalia Sánchez Ariño. 

## Sinopsis
Un extorsionador intenta aprovecharse de una mujer que perdió un collar que había tomado en préstamo sin permiso.

## Reparto
- Guillermo Battaglia ... Lorenzo Bardi
- Amelia Bence ... Silvia
- Margarita Canale
- Warly Ceriani	... 	Maitre Domingo
- Manuel Collado Montes ... Javier de la Riva
- Rodolfo Crespi	... 	Mozo
- Ricardo Duggan ... Raul de la Riva
- Agustín Irusta ... Daniel Iriarte
- Marga Landova
- Mario Lozano... Rogelio
- Amalia Sánchez Ariño ... Mercedes

## Comentario
Para la crónica del diario El Mundo es un filme “plagado de lugares comunes tanto en su desarrollo como en su realización” y Manrupe y Portela comentaron: “Con una resentida naturalidad que incluye moraleja, el cuento de Maupassant es llevado al cine siguiendo leyes teatrales. Otra adaptación rutinaria de una obra erróneamente elegida”.